# رضا حبیب‌زاده
رضا حبیب‌زاده (زادهٔ ۱۳ آوریل ۱۹۹۶) بازیکن فوتبال اهل ایران است که در پست هافبک هجومی بازی می‌کند.